# Chris Wilkinson
Christopher „Chris“ Wilkinson (* 5. Januar 1970 in Southampton, England) ist ein ehemaliger britischer Tennisspieler.

## Leben
Wilkinson, der in der Jugend in Southampton Fußball gespielt und erfolglos bei Aston Villa und Coventry City vorgespielt hatte, wurde 1989 im Alter von 18 Jahren Tennisprofi. Er spielte zumeist auf der ATP Challenger Tour, wo er im Laufe seiner Karriere drei Einzel- sowie fünf Doppeltitel erringen konnte. Auf der ATP Tour war er weniger erfolgreich. Sein größter Einzelerfolg war die Viertelfinalteilnahme bei den Queen’s Club Championships nach Siegen über Jared Palmer und Goran Ivanišević. Im Doppel stand er zweimal in einem ATP-Finale, 1997 bei den Bournemouth Open und den Nottingham Open. Seine höchste Notierung in der Tennisweltrangliste erreichte er 1993 mit Position 114 im Einzel sowie 1998 mit Position 86 im Doppel.
Sein bestes Einzelergebnis bei einem Grand-Slam-Turnier war das Erreichen der dritten Runde in Wimbledon, was ihm insgesamt vier Mal gelang und wobei er Spieler wie Marc Rosset, Carlos Costa und Jonas Björkman bezwang. In der Doppelkonkurrenz erreichte er 1993 an der Seite seines Landsmannes Paul Hand das Viertelfinale von Wimbledon, unter anderem durch einen Sieg gegen Luke und Murphy Jensen, die kurz zuvor den Doppeltitel bei den French Open errungen hatten.
Wilkinson spielte zwischen 1991 und 1998 fünf Einzelpartien für die britische Davis-Cup-Mannschaft. Seine Bilanz war 2:3. Sei größter Erfolg mit der Mannschaft war die Erstrundenteilnahme in der Weltgruppe 1998, welche 3:2 gegen Indien gewonnen wurde. Wilkinson verlor dabei seine Einzelpartie gegen Mahesh Bhupathi. Bei den Olympischen Sommerspielen 1992 trat er im Einzel und Doppel für Großbritannien an. Im Einzel scheiterte er in seiner Erstrundenpartie an Younes El Aynaoui, im Doppel schied er in der ersten Runde an der Seite von Andrew Castle gegen die Doppelpaarung aus Argentinien aus.
Nach dem Ende seiner Profikarriere arbeitet Wilkinson als Kommentator und Kolumnist für ESPN.

## Erfolge
| Legende                       |
| Grand Slam                    |
| Tennis Masters Cup            |
| ATP Masters Series            |
| ATP International Series Gold |
| ATP International Series      |
| ATP Challenger Series (10)    |

### Einzel

#### Turniersiege
| Nr. | Datum             | Turnier        | Belag     | Finalgegner         | Ergebnis |
| --- | ----------------- | -------------- | --------- | ------------------- | -------- |
| 1.  | 22. November 1992 | Kuala Lumpur   | Hartplatz | Roger Smith         | 6:3, 6:1 |
| 2.  | 23. Juli 1995     | Manchester (1) | Rasen     | Christian Saceanu   | 6:4, 6:4 |
| 3.  | 19. Juli 1998     | Manchester (2) | Rasen     | Stefano Pescosolido | 6:3, 6:4 |

### Doppel

#### Turniersiege
| Nr. | Datum              | Turnier   | Belag     | Partner        | Finalgegner                   | Ergebnis      |
| --- | ------------------ | --------- | --------- | -------------- | ----------------------------- | ------------- |
| 1.  | 24. Oktober 1993   | Göteborg  | Hartplatz | Jeremy Bates   | Ross Matheson Andrew Foster   | 7:6, 6:3      |
| 2.  | 11. September 1994 | Azoren    | Hartplatz | Danny Sapsford | Emanuel Couto Eyal Ran        | 7:5, 6:1      |
| 3.  | 8. Oktober 1994    | Dublin    | Teppich   | Danny Sapsford | Arne Thoms Fernon Wibier      | 7:6, 2:6, 6:3 |
| 4.  | 24. September 1995 | Singapur  | Hartplatz | Martin Zumpft  | Nicola Bruno Mosé Navarra     | 4:6, 6:1, 6:4 |
| 5.  | 2. März 1997       | Magdeburg | Teppich   | Trey Phillips  | Petr Luxa Tomáš Anzari        | 6:3, 6:4      |
| 6.  | 23. November 1997  | Portorož  | Hartplatz | Danny Sapsford | Saša Hiršzon Udo Plamberger   | 6:0, 3:6, 6:3 |
| 7.  | 4. Oktober 1998    | Olbia     | Hartplatz | Todd Larkham   | Thomas Shimada Filippo Veglio | 3:6, 6:3, 7:6 |

#### Finalteilnahmen
| Nr. | Datum              | Turnier     | Belag | Partner        | Finalgegner                      | Ergebnis      |
| --- | ------------------ | ----------- | ----- | -------------- | -------------------------------- | ------------- |
| 1.  | 22. Juni 1997      | Nottingham  | Rasen | Danny Sapsford | Ellis Ferreira Patrick Galbraith | 6:4, 6:7, 6:7 |
| 2.  | 14. September 1997 | Bournemouth | Sand  | Alberto Martín | Kent Kinnear Aleksandar Kitinov  | 6:7, 2:6      |